# 2019年太平洋颱風季
| 太平洋颱風季             |
| 主題頁 - 專題 - 編輯指南 |

2019年太平洋颱風季泛指於2019年全年內的任何時間，於赤道以北及國際換日線以西的太平洋水域，以及南中國海所產生的熱帶氣旋。雖然沒有指定的形成時間，但大部份於西北太平洋的熱帶氣旋通常皆會於5月至12月期間形成。
本條目的範圍僅局限於赤道以北及國際換日線以西的太平洋及南海水域的颱風。於赤道以北及國際換日線以東的太平洋水域產生的風暴則被稱為颶風，並被列入2019年太平洋颶風季。於西北太平洋產生的熱帶風暴是由日本氣象廳所命名（即國際名稱），國際編號為19xx，而美國聯合颱風警報中心則將於此地區的熱帶低氣壓之編號以W字母作結。凡進入或產生於菲律賓風暴責任範圍以內的熱帶低氣壓，菲律賓大氣地球物理和天文服務管理局均會給予當地名稱，作當地警報用途，因此可能會有兩個不同的英文名稱（官方以國際名稱為準）；此外，中國大陸、香港、澳門與臺灣採用的中文譯名可能不同。以下各熱帶氣旋資訊以熱帶氣旋存在期間的巔峰形態為準。更多關於西太平洋的颱風，請參見太平洋颱風季。

## 風季預測

### 海南
根據海南省氣象局的預測，2019年汛期影響海南島的熱帶氣旋活動不活躍，影響和登陸個數可能會較常年偏少。不排除個別較強颱風影響，但類似2014年颱風威馬遜那樣17級以上的颱風登陸海南的可能性小。

### 深圳
深圳市氣象台預計，深圳在2019年受颱風影響程度較2018年要輕，總體接近正常年份。預計2019年將會有6-7個颱風進入深圳500公里防禦圈（與之相比，2018年有8個），其中有3-4個會對深圳造成影響。預計首個進入防禦圈的颱風在6月，登陸地點以珠江口以西為主，南海颱風影響概率較大，且路徑複雜多變。

### 香港
香港天文台預測2019年全年有4至7個颱風進入香港500公里範圍，屬於正常。熱帶氣旋在有厄爾尼諾發生的4月和5月發展的數目較少，其生成點一般在西北太平洋較東的位置，因此熱帶氣旋通常不會在6月前影響香港。

### 澳門
澳門地球物理暨氣象局預測2019年全年有4至6個颱風進入澳門800公里範圍，其中可能有強颱風或以上級別，預料首個影響澳門之熱帶氣旋在6月中旬或以後，而整個颱風季約於10月上旬結束。並預計厄爾尼諾現象將維持至夏季。

### 臺灣
交通部中央氣象局在6月28日公布颱風季展望，預估今年6至12月颱風生成數為正常至略偏多，侵台颱風數在正常範圍內約3到5個。

## 風季概述
2018年末，南海南部有熱帶低氣壓發展，該熱帶低氣壓到2019年元旦增強為熱帶風暴並獲命名帕布，是西北太平洋有紀錄以來最早增強為熱帶風暴的熱帶氣旋。隨後數日帕布西移進入泰國灣，再橫過东经100度线，離開日本氣象廳責任範圍。與此同時，吉尔伯特群岛東面海域形成熱帶擾動，聯合颱風警報中心表示該系統在1月4日增強為熱帶低氣壓，並預期系統將會增強。結果該系統未能進一步增強，且其低層環流中心變得難以辨認，聯合颱風警報中心因而對它發出最後警報。該系統的殘餘低壓區其後大致採取西移路徑，於1月中下旬移至菲律賓以東海域並再度增強為熱帶低氣壓，隨後才在垂直風切變和冷空氣的共同影響下消散。2月中下旬，蝴蝶形成後西移並穩定增強，於2月21日成為本季首場颱風，至2月23日晚上向西北偏北移動並急劇增強為超強颱風。2月24日蝴蝶轉趨減弱，但到25日恢復增強，且成為有紀錄以來2月最強颱風，其強度更達萨菲尔-辛普森飓风风力等级下的第五級。2月26日起蝴蝶逐漸減弱消散。3日14日馬紹爾群島附近有熱帶低氣壓形成，向西南偏南登陸菲律賓棉蘭老島後減弱為低壓區。然而四月沒有熱帶氣旋生成。隨後的五月共有3個熱帶低氣壓形成，但沒有發展成熱帶風暴。另外，在六月形成了4個熱帶氣旋，其中一個在27日升格為熱帶風暴聖帕，其中2個系統亦被聖帕吸收，隨後在28日轉化成溫帶氣旋，而熱帶低氣壓04W則移至台灣一帶。2019年首半年的熱帶氣旋發展普遍平靜。只有3個熱帶氣旋達熱帶風暴級別或以上。
踏入七月，颱風的形成開始活躍。7月合共有5個熱帶氣旋形成，分別是木恩、丹娜絲、1個熱帶低氣壓、百合和韋帕。7月1日下午，日本氣象廳將南海一個低壓區升格為熱帶低氣壓並發出烈風警報，翌日晚上升格為熱帶風暴，並命名為「木恩」。7月3日凌晨0時45分，中國國家氣象中心宣佈木恩在海南省萬寧市和樂鎮沿海登陸。7月14日上午9時，日本氣象廳將在菲律賓以東海域的低壓區升格為熱帶低氣壓。7月16日下午升格為熱帶風暴並命名「丹娜絲」。丹娜絲經過呂宋時，環流受呂宋地形影響，其環流一分為二，丹娜絲的低層環流中心繼續向偏北方向移動。深層對流移入南海。日間丹娜絲緩慢地北移，當晚與東面的熱帶擾動90W合併，成功修補外露的環流中心。18日，丹娜絲繼續穩定地向偏北方向移動，在7月20日登陸全羅北道扶安郡。21日晚上9時，日本氣象廳表示丹娜絲轉化為溫帶氣旋。7月24日，日本氣象廳表示日本以南的西北太平洋形成一熱帶低氣壓。不久後就對它發出烈風警報，兩日後並升格為熱帶風暴，命名「百合」。7月27日上午7時，百合在日本三重縣南部登陸。7月30日上午9時，日本氣象廳將南海中部的低壓區升格為熱帶低氣壓。翌日上午，升格為熱帶風暴，並命名為「韋帕」。8月1日凌晨1時50分，韋帕在海南省文昌市沿海登陸，下午5時40分，韋帕在廣東省湛江市坡頭區沿海再次登陸。而韋帕則令港澳兩地發出八號熱帶氣旋警告信號。

## 已被國際命名的熱帶氣旋

### 熱帶風暴帕布（Pabuk）
2018年12月28日，一個低壓區在南海南部形成，美國海軍研究實驗室給予熱帶擾動編號97W。
12月30日，該系統吞併位於其東北方熱帶低氣壓35W的殘餘雲帶，聯合颱風警報中心在凌晨2時直接將其評級提升為「中」，並於翌日提升評級為「高」，發佈熱帶氣旋形成警報。31日下午2時，聯合颱風警報中心將其升格為熱帶低氣壓，給予編號36W；日本氣象廳隨即在下午3時15分跟隨，升為熱帶低氣壓，並同時發佈烈風警報。
2019年1月1日下午2時55分，日本氣象廳將其升格為熱帶風暴，給予國際編號1901，並命名為帕布。
1月4日下午，泰國氣象局宣佈帕布在洛坤府登陸。晚間，日本氣象廳宣佈帕布離開其責任範圍，進入北印度洋，並表示下一報轉由印度氣象局發報。
1月6日下午，印度氣象局將其降格為強低氣壓。 

### 颱風蝴蝶（Wutip）
PAGASA：Betty
2月14日，一個低壓區在馬紹爾群島附近形成，美國海軍研究實驗室給予其熱帶擾動編號92W。
聯合颱風警報中心先在2月16日下午1時30分給予發展評級「低」，並在翌日晚上10時30分將評級提升為「中」。2月18日上午11時，聯合颱風警報中心將評級提升為「高」，並發佈熱帶氣旋形成警報。同日晚上8時，台灣中央氣象局率先將其升格為熱帶低氣壓。2月19日凌晨2時，日本氣象廳將其升格為熱帶低氣壓，並發布烈風警報。同日下午5時，聯合颱風警報中心將其升格為熱帶低氣壓，並給予熱帶氣旋編號02W。
2月20日凌晨2時，日本氣象廳升格為熱帶風暴，給予國際編號1902，並命名「蝴蝶」，聯合颱風警報中心也在3小時後跟隨。同日下午6時，日本氣象廳將其升格為強烈熱帶風暴。
2月21日上午8時，聯合颱風警報中心和日本氣象廳將其升格為颱風。
2月23日晚間8時，聯合颱風警報中心將其升格為超級颱風。
2月28日下午3時，日本氣象廳將其降為熱帶低氣壓。並於3月2日晚間消散。
事後報告中，日本氣象廳將蝴蝶第一次巔峰上調至每小時195公里，氣壓下調至920百帕；第二次巔峰下調至每小時185公里，氣壓上調至935百帕。聯合颱風警報中心則是在2020年9月16日發布的最佳路徑中把蝴蝶的巔峰上調至每小時270公里。

### 熱帶風暴聖帕（Sepat）
PAGASA：Dodong
一個低壓區於6月16日在加羅林群島附近海域生成，美國海軍研究實驗室給予熱帶擾動編號94W。
6月24日晚上8時，日本氣象廳將其升為熱帶低氣壓。該系統北移，隨後數日再逐漸轉向西北偏西，並一度受垂直風切變抑制。24日該系統恢復北移，隨後再移向東北偏北，快速橫過琉球群島以東海域，同時呈現部份溫帶氣旋特性，聯合颱風警報中心因而表示該系統轉化為副熱帶氣旋，故自始至终从未将其升级为热带低压。而不設該分級的日本氣象廳把該系統評為熱帶氣旋，更在27日傍晚表示該系統增強為熱帶風暴，給予國際編號1903，並命名「聖帕」。聖帕向東北偏東橫過日本本州以南海域，隨後轉化為溫帶氣旋。

### 熱帶風暴木恩（Mun）
6月30日，日本氣象廳表示一個低壓區在南海北部形成。翌日，美國海軍研究實驗室給予擾動编號96W，聯合颱風警報中心評级為「低」。
7月1日下午，日本氣象廳將其升格為熱帶低氣壓並發出烈風警報；臺灣中央氣象局把該系統升為熱帶性低氣壓，給予編號TD09；中國國家氣象中心在晚間8時30分跟隨，將該系統升為熱帶低壓，給予編號TD01。由於該系統結構鬆散，使各氣象機構的定位有很大分歧。澳門地球物理暨氣象局在7月1日晚上10時發出一號風球。聯合颱風警報中心在晚上10時30分將評級升為「中」，更於2日凌晨4時30分升為「高」，並發佈熱帶氣旋形成警報。香港天文台則在7月2日上午10時先宣布一個熱帶低氣壓正在形成中，再於下午4時15分升格為熱帶低氣壓，並發出一號戒備信號。隨著系統逐漸靠近海南島，中國國家氣象中心於7月2日晚間6時發佈颱風藍色預警信號。澳門地球物理暨氣象局在7月2日晚上8時改掛三號風球。
7月2日晚間9時，日本氣象廳升格為熱帶風暴，給予國際編號1904，並命名為「木恩」。7月3日凌晨0時45分，中國國家氣象中心宣佈木恩在海南省萬寧市和樂鎮沿海登陸。聯合颱風警報中心取消熱帶氣旋形成警報，並將評級降為「中」。
7月4日凌晨，聯合颱風警報中心將其直接升格為熱帶風暴，給予熱帶氣旋編號05W。上午6時45分前後於越南太平省沿海再次登陸。上午8時，臺灣中央氣象局將木恩颱風降格為熱帶性低氣壓，隨後聯合颱風警報中心發出最後警報。中午12時，日本氣象廳降格為熱帶低氣壓。

### 熱帶風暴丹娜絲（Danas）
PAGASA：Falcon
7月11日，日本氣象廳表示一個低壓區在馬里亞納群島附近形成，美國海軍研究實驗室給予其熱帶擾動編號98W。
7月14日上午9時，日本氣象廳將其升格為熱帶低氣壓。同日下午9時，聯合颱風警報中心給予其發展評級為「低」。7月15日上午9時，日本氣象廳發布烈風警報，台灣中央氣象局將其升格為熱帶性低氣壓，給予編號TD10；下午3時，聯合颱風警報中心將評級提升為「中」；中國國家氣象中心和香港天文台分別在下午5時和下午8時將其升格為熱帶低氣壓。晚上11時，菲律賓大氣地球物理和天文服務管理局對伊莎貝拉省、卡加煙省及巴坦群島發出一號風暴信號。
7月16日上午6時30分，聯合颱風警報中心將評級升為「高」，並發佈熱帶氣旋形成警報。下午2時，聯合颱風警報中心將其升格為熱帶低氣壓，給予熱帶氣旋編號06W。下午3時，日本氣象廳將其升格為熱帶風暴，給予國際編號1905，並命名為「丹娜絲」。下午5時，菲律賓大氣地球物理和天文服務管理局對卡加煙省發出二號風暴信號。聯合颱風警報中心也於該日深夜將其升格為熱帶風暴。中央氣象局也於不久後發布海上颱風警報，並於隔日上午11時半發布陸上颱風警報。而菲律賓大氣地球物理和天文服務管理局則於17日凌晨2時所發布的熱帶氣旋警告中宣布該系統於不久前登陸卡加煙省的Gattaran市。
丹娜絲經過呂宋時，環流受呂宋地形影響，其環流一分為二，丹娜絲的低層環流中心繼續向偏北方向移動。深層對流移入南海。日間丹娜絲緩慢地北移，當晚與東面的熱帶擾動90W合併，成功修補外露的環流中心。18日，丹娜絲繼續穩定地向偏北方向移動，並在20日登陸全羅北道扶安郡。21日晚間9時，日本氣象廳表示丹娜絲轉化為溫帶氣旋。

### 熱帶風暴百合（Nari）
7月23日下午，一個熱帶擾動在日本南方海域形成，美國海軍研究實驗室給予擾動編號91W。不久後，聯合颱風警報中心將該系統評級為「低」，並於24上午10時提升評級為「中」。
7月24日上午5時，日本氣象廳將其升格為熱帶低氣壓。上午8時，日本氣象廳對其發布烈風警報，台灣中央氣象局將其升格為熱帶性低氣壓，給予編號11。上午11時，香港天文台將其升格為熱帶低氣壓。下午，聯合颱風警報中心將評級升為「高」，並發佈熱帶氣旋形成警報。
7月25日上午10時，聯合颱風警報中心將其升格為熱帶低氣壓，給予熱帶氣旋編號07W，晚上9時，聯合颱風警報中心將該系統升為熱帶風暴。7月26日上午9時，日本氣象廳將其升格為熱帶風暴，給予國際編號1906，並命名為「百合」。
7月27日上午7時，百合在日本三重縣南部登陸。下午3時，日本氣象廳降格為熱帶低氣壓，28日上午其殘餘完全消散。

### 熱帶風暴薇帕（Wipha）
7月28日，一個低壓區在南海形成，美國海軍研究實驗室給予熱帶擾動編號92W。不久後，聯合颱風警報中心將該系統評級為「低」。29日下午，評級升為「中」。
7月30日上午9時，日本氣象廳將其升格為熱帶性低氣壓。不久後，聯合颱風警報中心將評級升為「高」，並發布熱帶氣旋形成警報。上午11時45分，香港天文台亦表示位於南海中至北部的低壓區正逐漸增強，一個熱帶氣旋似乎在形成中。日本氣象廳亦在下午3時發出烈風警報。下午4時，台灣中央氣象局將其升格為熱帶性低氣壓，給予編號12。
7月31日早上6時45分，香港天文台將其升格為熱帶風暴。澳門地球物理暨氣象局在當天早上7時亦將其升格為熱帶風暴。上午9時，日本氣象廳將其升格為熱帶風暴，給予國際編號1907，並命名為「韋帕」。聯合颱風警報中心也於同日下午5時將其升格為熱帶風暴，給予熱帶氣旋編號08W。
8月1日凌晨1時50分，中國國家氣象中心宣佈韋帕在海南省文昌市沿海登陸，不久後聯合颱風警報中心將其降格為熱帶低氣壓。中午12時，香港天文台表示韋帕已出海，並重新發展及增強。同時聯合颱風警報中心將其再次升格為熱帶風暴。下午5時40分，中國國家氣象中心宣佈韋帕在廣東省湛江市坡頭區沿海再次登陸。從湛江出海後，韋帕在廣西近岸的北部灣海面上向偏西方向移動。2日晚間，中國國家氣象中心宣佈韋帕在廣西防城港第三次登陸。
8月3日下午9時，日本氣象廳降格為熱帶性低氣壓。4日下午9時，日本氣象廳表示韋帕殘餘完全消散。
聯合颱風警報中心在2020年9月16日發布的最佳路徑中，把韋帕的巔峰上調至每小時100公里。

### 颱風范斯高（Francisco）
在熱帶風暴薇帕發展的同時，日本南方海面又有2個熱帶擾動發展，聯合颱風警報中心先將馬里亞納群島附近海面上的熱帶擾動給予編號93W。
8月1日下午3時，日本氣象廳將其升格為熱帶性低氣壓，並於下午9時發出烈風警報。同時台灣中央氣象局將其升格為熱帶性低氣壓，給予編號13。聯合颱風警報中心也於同時將評級升為「高」，並發布熱帶氣旋形成警報，並於隔日上午5時將該系統升格為熱帶低氣壓，給予熱帶氣旋編號09W。
8月2日上午9時，日本氣象廳將其升格為熱帶風暴，給予國際編號1908，並命名為「范斯高」。3日晚間11時，日本氣象廳將其升格為強烈熱帶風暴。
8月5日下午2時，日本氣象廳將其升格為颱風。晚間8時，台灣中央氣象局將其升格為中度颱風。
8月6日凌晨2時，中國國家氣象中心將其升格為強颱風。凌晨4時，日本氣象廳宣佈范斯高在宮崎縣宮崎市登陸。下午7時20分，韓國氣象廳宣佈范斯高於釜山再次登陸。
8月7日上午9時，日本氣象廳降格為熱帶性低氣壓。
聯合颱風警報中心在2020年9月16日發布的最佳路徑中，把范斯高的巔峰上調至每小時150公里。

### 颱風利奇馬（Lekima）
PAGASA：Hanna
在熱帶風暴薇帕發展的同時，日本南方海面又有2個熱帶擾動發展，聯合颱風警報中心將菲律賓東方近海上的熱帶擾動給予編號94W，並於不久後認定其為一季風低壓，有多重環流中心且風力外強內弱。
8月3日凌晨3時，日本氣象廳升格為熱帶低氣壓。日本氣象廳亦在下午3時發出烈風警報。下午4時，台灣中央氣象局將其升格為熱帶低氣壓，給予編號14。聯合颱風警報中心也於不久後對其發布熱帶氣旋形成警報。8月4日聯合颱風警報中心在上午9時將它升格為熱帶性低氣壓，給予熱帶氣旋編號10W。凌晨二時，香港天文台將其升格為熱帶低氣壓。下午3時，日本氣象廳將其升格為熱帶風暴，給予國際編號1909，並命名為「利奇馬」。
8月13日凌晨3時，日本氣象廳降格為熱帶性低氣壓。
日本氣象廳在10月初發布的最佳路徑中，把利奇馬的氣壓上調至925百帕。
颱風利奇馬對供電、供水及通訊網路基礎設施受到了嚴重破壞。航班飛往中國大陸、香港、澳門、台灣、東南亞、北美洲等航班取消。
聯合颱風警報中心在2020年9月16日發布的最佳路徑中，把利奇馬的巔峰上調至每小時250公里。

### 颱風羅莎（Krosa）
8月4日，一個低壓區在馬里亞那諸島附近海面形成，美國海軍研究實驗室給予熱帶擾動編號95W。聯合颱風警報中心將發展機會為「低」。8月5日上午9時，日本氣象廳將其升為熱帶低氣壓。日本氣象廳亦在下午3時發出烈風警報。下午4時，台灣中央氣象局將其升格為熱帶性低氣壓，給予編號15。不久後，聯合颱風警報中心對該系統發布熱帶氣旋形成警報。
8月6日上午5時，聯合颱風警報中心將其升格為熱帶低氣壓，給予編號11W。下午3時，日本氣象廳將其升格為熱帶風暴，給予國際編號1910，並命名為「柯羅莎」。隔日下午，日本氣象廳將其升格為強烈熱帶風暴，並於8月8日凌晨將其升格為颱風。聯合颱風警報中心、台灣中央氣象局、菲律賓大氣地球物理和天文管理局等不同氣象部門於不久後跟隨。
9日下午，強度達到顛峰後，由於柯羅莎停滯不前，海水能量耗盡，導致深層較冷海水上翻，強度開始緩慢減弱。由於柯羅莎仍然停滯不前，聯合颱風警報中心於10日深夜11時將該系統降格為熱帶風暴；香港天文台也在11日凌晨兩點將其降為強烈熱帶風暴。由於柯羅莎開始向西北移動，離開較冷的水域，香港天文台再次在11日下午2時將其升格為颱風，但日本氣象廳於同日將其降格為強烈熱帶風暴。香港天文台在12日上午十點再度將其降為強烈熱帶風暴。
8月15日下午3時，柯羅莎於日本廣島縣吳市附近登陸，至少2死49傷。登陸後，日本氣象廳將其降格為熱帶風暴。隔日上午11時，聯合颱風警報中心認為該系統已開始轉化為溫帶氣旋，並對其發布最後警告。晚間9時，日本氣象廳表示柯羅莎轉化為溫帶氣旋。18日凌晨零點，日本氣象廳表示柯羅莎已經完全消散。
日本氣象廳在10月3日發出的最佳路徑中，把羅莎的巔峰強度下調至每小時140公里，中心氣壓上調至965百帕。

### 強烈熱帶風暴白鹿（Bailu）
PAGASA：Ineng
8月14日下午3時，一個熱帶擾動在菲律賓以東海域形成，美國海軍研究實驗室給予擾動編號97W。
聯合颱風警報中心在19日下午給予該系統評級「低」，並於翌日上午10時提升評級為「中」。20日下午，聯合颱風警報中心將其評級提升為「高」，並發佈熱帶氣旋形成警報。
8月20日上午9時，日本氣象廳將其升為熱帶低氣壓。日本氣象廳亦在下午3時發出烈風警報。下午4時，台灣中央氣象局將其升格為熱帶性低氣壓，給予編號16。
8月21日下午3時，日本氣象廳將其升格為熱帶風暴，給予國際編號1911，並命名為「白鹿」，同時，聯合颱風警報中心將其升格為熱帶低氣壓，給予熱帶氣旋編號12W。不久後，台灣中央氣象局將其升格為輕度颱風。下午四時，香港天文台將其升為熱帶性低氣壓。
8月22日凌晨2時，聯合颱風警報中心將其升格為熱帶風暴。同日凌晨3時45分，香港天文台將其升為熱帶風暴。上午11時，菲律賓大氣地球物理和天文服務管理局對巴丹群島、卡加煙省、伊莎貝拉省、阿巴堯省、卡林阿省、阿布拉省北部、及北伊羅戈省發出一號風暴信號。隔日清晨，日本氣象廳將其升格為強烈熱帶風暴，而菲律賓大氣地球物理和天文服務管理局也隨即對巴丹群島發出二號風暴信號。同日晚上9時45分，香港天文台將其升為強烈熱帶風暴。
8月23日下午2時，白鹿進入越南中央水文氣象預報中心範圍，當局將其評定為強烈熱帶風暴。晚間8時，「白鹿」進入澳門地球物理暨氣象局負責範圍，當局將其評定為強烈熱帶風暴。
8月24日上午7時，白鹿颱風暴風圈觸陸台灣的恆春半島。同日下午1時，台灣中央氣象局宣布白鹿於屏東縣滿州鄉登陸。下午4時10分，氣象局宣布白鹿於高雄市楠梓區出海。
8月25日上午7時25分，中國國家氣象中心宣布白鹿於福建省漳州市東山縣登陸。中午12時，聯合颱風警報中心對其發布最後警告。
8月26日凌晨3時，日本氣象廳降格為熱帶低氣壓。並在下午9時消散。
聯合颱風警報中心在2020年9月16日發布的最佳路徑中，把白鹿的巔峰上調至每小時110公里。

### 熱帶風暴楊柳（Podul）
PAGASA：Jenny
一個熱帶擾動在菲律賓以東海域形成。美國海軍研究實驗室給予編號99W。日本氣象廳在8月25日升為熱帶低氣壓。下午2時，聯合颱風警報中心把其升格為「高」，並發出熱帶氣旋形成警報。
8月26日，日本氣象廳亦在上午9時發出烈風警報。台灣中央氣象局將其升格為熱帶性低氣壓，給予編號17。下午5時，菲律賓大氣地球物理和天文服務管理局對卡加煙省、伊莎貝拉省、阿巴堯省、阿布拉省、卡坦端內斯省等15個位於呂宋島的省分發出一號風暴信號。下午8時，聯合颱風警報中心將其升格為熱帶低氣壓，給予熱帶氣旋編號13W。
8月27日上午8時，其進入越南中央水文氣象預報中心範圍，當局將其評定為熱帶風暴。8月27日上午9時，日本氣象廳將其升格為熱帶風暴，給予國際編號1912，並命名為「楊柳」。上午10時，香港天文台將其升格為熱帶低氣壓。隨著系統增強為熱帶風暴，且對呂宋島中部構成威脅，菲律賓大氣地球物理和天文服務管理局在上午11時對伊莎貝拉省、奧羅拉省、及季里諾省發佈二號風暴信號。下午2時，「楊柳」進入澳門地球物理暨氣象局負責範圍，當局將其評定為熱帶低氣壓。下午10時40分，菲律賓大氣地球物理和天文服務管理局宣布楊柳於奧羅拉省卡西古蘭登陸。隔日凌晨2時，菲律賓大氣地球物理和天文服務管理局解除二號風暴信號。上午5時，香港天文台將其升格為熱帶風暴。聯合颱風警報中心同時將該系統升格為熱帶風暴。上午11時，菲律賓大氣地球物理和天文服務管理局解除所有風暴信號。
8月29日上午8時，中國國家氣象中心將楊柳升格為強熱帶風暴。下午2時，中國國家氣象中心將楊柳降格為熱帶風暴。
8月30日凌晨1時30分，楊柳於越南廣平省洞海市登陸。上午6時45分，香港天文台將其降格為熱帶性低氣壓。下午3時，日本氣象廳將其降格為熱帶性低氣壓，隨後，聯合颱風警報中心對其發布最後警告。下午3時45分，香港天文台將其降格為低壓區。
8月31日下午2時，日本氣象廳表示楊柳完全消散。

### 颱風玲玲（Lingling）
PAGASA：Liwayway
8月31日，一個低壓區在菲律賓東南方形成，美國海軍研究實驗室給予擾動編號92W。下午2時，日本氣象廳將其升為熱帶性低氣壓。
9月1日凌晨2時30分，聯合颱風警報中心對其發布熱帶氣旋形成警報。
9月1日下午8時，日本氣象廳對其發布烈風警報。同時，台灣中央氣象局將其升格為熱帶性低氣壓，給予編號19，並對其發布路徑預測。
9月2日上午8時，中國國家氣象中心率先將其升格為熱帶風暴，不久後，日本氣象廳將其升格為熱帶風暴，給予國際編號1913，並命名「玲玲」。上午10時，聯合颱風警報中心將其升格為熱帶性低氣壓，給予熱帶氣旋編號15W。下午8時，香港天文台將其升格為熱帶風暴。下午5時，聯合颱風警報中心將其升格為熱帶風暴。隔日上午9時，日本氣象廳將其升格為強烈熱帶風暴。晚間8時，聯合颱風警報中心將其升格為颱風；日本氣象廳則於隔日上午6時跟隨。
9月7日，玲玲成爲歷史上第一個登陸朝鮮的颱風。

### 熱帶風暴劍魚（Kajiki）
PAGASA：Kabayan
8月29日，一個低壓區在呂宋以東形成，美國海軍研究實驗室給予擾動編號91W。
8月30日上午8時，日本氣象廳將其升為熱帶低氣壓。
8月31日凌晨2時，日本氣象廳將其降為低壓區。上午8時，日本氣象廳再度將其升為熱帶低氣壓。下午8時，日本氣象廳對其發布烈風警報。同時，台灣中央氣象局將其升格為熱帶性低氣壓，給予編號18，並對其發布路徑預測。同時，中國國家氣象中心也將其升格為熱帶低壓。
9月1日凌晨2時，聯合颱風警報中心對其發布熱帶氣旋形成警報。上午8時，香港天文台、澳門地球物理暨氣象局將其升格為熱帶低氣壓。隨著風暴離開責任區，菲律賓大氣地球物理和天文服務管理局於9月1日上午11時給予最後警告，當時位於佬沃西北方390公里。
9月3日凌晨3時，日本氣象廳將其升格為熱帶風暴，給予國際編號1914，並命名「劍魚」。上午4時，聯合颱風警報中心將其升格為熱帶性低氣壓，給予熱帶氣旋編號16W。晚間8時，日本氣象廳將其降格為熱帶性低氣壓。
9月4日上午4時，聯合颱風警報中心對其發布最後警告。
9月7日下午8時，日本氣象廳認為劍魚已完全消散。
聯合颱風警報中心在2020年9月16日發布的最佳路徑中，把劍魚的巔峰上調至每小時65公里。

### 颱風法茜（Faxai）
8月29日，一個低壓區在中北太平洋形成，美國海軍研究實驗室給予擾動編號90W。
8月30日凌晨2時，日本氣象廳將其升為熱帶低氣壓。
9月1日下午4時，聯合颱風警報中心對其發布熱帶氣旋形成警報。
9月2日凌晨2時，聯合颱風警報中心將其升為熱帶低氣壓，給予熱帶氣旋編號14W。晚間11時，聯合颱風警報中心將其升格為熱帶風暴。
9月4日上午8時，日本氣象廳對其發布烈風警報。
9月5日下午3時，日本氣象廳將其升格為熱帶風暴，給予國際編號1915，並命名「法西」。
9月6日下午2時，日本氣象廳將其升格為強烈熱帶風暴。隔日上午，聯合颱風警報中心與日本氣象廳將該系統升格為颱風。該系統被升格為颱風後隨即開始快速發展。
9月9日上午4時，日本氣象廳宣布法西登陸千葉市。
9月10日上午4時，聯合颱風警報中心對其發布最後警告。下午2時，日本氣象廳表示法西轉化為溫帶氣旋。

### 熱帶風暴琵琶（Peipah）
9月13日上午8時，日本氣象廳將位於波納佩島附近海域的低壓區升為熱帶低氣壓。中午12時，美國海軍研究實驗室給予擾動編號97W。下午4時半，聯合颱風警報中心將其評級提升為「中」。
9月15日上午12時，聯合颱風警報中心將其評級提升為「高」，並發布熱帶氣旋形成警報。凌晨3時，聯合颱風警報中心將其升為熱帶低氣壓，給予熱帶氣旋編號17W。上午8時，台灣中央氣象局將其升格為熱帶性低氣壓，給予編號22，並對其發布路徑預測。下午8時，日本氣象廳將其升格為熱帶風暴，給予國際編號1916，並命名「琵琶」，同時發布烈風警報。聯合颱風警報中心、中國國家氣象中心、台灣中央氣象局也在不久後跟隨升格。
9月16日下午8時，日本氣象廳將其降為熱帶性低氣壓。下午10時，聯合颱風警報中心對其發布最後警告。
9月17日上午8時，日本氣象廳認為其已消散。

### 颱風塔巴（Tapah）
PAGASA：Nimfa
此前減弱的熱帶擾動95W移入呂宋東方重新發展，9月17日上午8時，日本氣象廳將其升格為熱帶低氣壓。中午12時，聯合颱風警報中心將其評級提升為「中」。
9月18日上午8時，日本氣象廳對其發布烈風警報。下午2時，台灣中央氣象局將其升格為熱帶性低氣壓，給予編號23，並對其發布路徑預測。下午4時，聯合颱風警報中心對其發布熱帶氣旋形成警報。下午5時，聯合颱風警報中心將其評級提升為「高」。
9月19日上午10時，聯合颱風警報中心將其升格為熱帶性低氣壓，給予熱帶氣旋編號18W，下午2時，日本氣象廳將其升格為熱帶風暴，給予國際編號1917，並命名「塔巴」。中國國家氣象中心、台灣中央氣象局也在不久後跟隨升格。下午8時，香港天文台將其升格為熱帶風暴。下午10時，聯合颱風警報中心也將其升格。
9月21日上午7時，日本氣象廳將其升為颱風。上午10時，香港天文台將其升為颱風。
9月22日上午8時，香港天文台將其降為強烈熱帶風暴。
9月23日凌晨4時，聯合颱風警報中心對其發布最後警告。上午8時，日本氣象廳表示塔巴轉化為溫帶氣旋。
聯合颱風警報中心在2020年9月16日發布的最佳路徑中，把塔巴的巔峰上調至每小時120公里。

### 颱風米娜（Mitag）
PAGASA：Onyok
9月25日下午2時，一個熱帶擾動在關島西南方海域形成，美國海軍研究實驗室給予擾動編號91W。同時，日本氣象廳將其升為熱帶低氣壓。
9月26日上午5時，聯合颱風警報中心將其評級提升為「中」。晚間8時，日本氣象廳對其發布烈風警報，同時，台灣中央氣象局將其升格為熱帶性低氣壓，給予編號24，並對其發布路徑預測，不久後，聯合颱風警報中心將其評級提升為「高」，並發布熱帶氣旋形成警報。
9月27日下午4時，聯合颱風警報中心將其升格為熱帶性低氣壓，給予熱帶氣旋編號19W。下午9時45分，香港天文台將其升格為熱帶性低氣壓。
9月28日上午4時，聯合颱風警報中心將其升格為熱帶風暴。上午8時，日本氣象廳將其升格為熱帶風暴，給予國際編號1918，並命名「米娜」。上午9時45分，香港天文台將其升格為熱帶風暴。
9月29日上午2時，日本氣象廳將其升格為強烈熱帶風暴。
9月29日下午5時45分，日本氣象廳將其升格為颱風。
9月29日晚間9時，聯合颱風警報中心將其升格為颱風。
10月3下午2時，日本氣象廳表示米娜轉化為溫帶氣旋。下午4時，聯合颱風警報中心對其發布最後警告。

### 颱風海貝思（Hagibis）
10月4日中午12時，一個熱帶擾動在威克島南方海域形成，美國海軍研究實驗室給予擾動編號93W。
10月5日上午2時，日本氣象廳將其升為熱帶低氣壓。上午8時，日本氣象廳對其發布烈風警報。同時，台灣中央氣象局將其升格為熱帶低氣壓，給予編號25，並對其發布路徑預測。上午9時半，聯合颱風警報中心將評級跳過「中」直接升為「高」，並發布熱帶氣旋形成警報。下午4時，聯合颱風警報中心將其升格為熱帶性低氣壓，給予熱帶氣旋編號20W。
10月6日上午2時，日本氣象廳將其升格為熱帶風暴，給予國際編號1919，並命名為「海貝思」。同時，台灣中央氣象局將其升格為輕度颱風。下午2時，中國國家氣象中心將其升格為強熱帶風暴。在晚間9時，日本氣象廳將其升格為強烈熱帶風暴。
0月7日上午2時，日本氣象廳及聯合颱風警報中心同時把海貝思升格為颱風，雖然海貝思並未進入香港天文台責任範圍，但已在天氣圖上把海貝思評為颱風。上午8時，中國國家氣象中心將其升格為強颱風。同時台灣中央氣象局將其升格為中度颱風。下午2時，中國國家氣象中心將其升格為超強颱風，不久後，聯合颱風警報中心將其升格為超級颱風。在下午2時，香港天文台將其升格為強颱風。下午5時，日本氣象廳將其中心最高持續風速上調至每小時195公里，成為本年度第三個達到「猛烈的」級別之風暴，亦一度成為本年最強的熱帶氣旋，但已被同年11月的超強颱風夏浪所超越。下午8時，台灣中央氣象局將其升格為強烈颱風，香港天文台亦同時將其升格為超強颱風。下午10時，聯合颱風警報中心將其中心最高持續風速上調至每小時260公里，屬五級颶風強度，是繼同年2月的超強颱風蝴蝶後首個達五級颶風強度的風暴，也令海貝思成為西北太平洋有紀錄以來增強速度第三快的熱帶氣旋，僅次於1983年颱風褔雷斯特及2020年颱風天鵝。
10月8日上午11時，海貝思發展出雙重眼壁現象，強度稍為下降，聯合颱風警報中心在中午12時將其降格為四級颶風。
10月9日上午6時，海貝思完成眼牆置換過程，強度再次達到巔峰，於是聯合颱風警報中心在上午8時重新將其升格為五級颶風。
10月13日上午11時，日本氣象廳表示海貝思轉化為溫帶氣旋。
聯合颱風警報中心在2020年9月16日發布的最佳路徑中，把海貝思的巔峰上調每小時295公里，追平2010年颱風鮎魚的紀錄。

### 颱風浣熊（Neoguri）
PAGASA：Perla
10月15日，一個熱帶擾動在菲律賓東方海域生成，美國海軍研究實驗室給予擾動編號96W。上午8時，日本氣象廳將其升為熱帶低氣壓。中午12時半，聯合颱風警報中心將其評級提升為「中」。
10月16日上午2時，台灣中央氣象局將其升格為熱帶性低氣壓，給予編號26，並對其發布路徑預測。上午4時，聯合颱風警報中心將其評級提升為「高」，並發布熱帶氣旋形成警報。晚間8時，聯合颱風警報中心將其升格為熱帶性低氣壓，給予熱帶氣旋編號21W。
10月17日下午2時，日本氣象廳對其發布烈風警報。晚間8時，聯合颱風警報中心將其升格為熱帶風暴。
10月18日凌晨2時，日本氣象廳將其升格為熱帶風暴，給予國際編號1920，並命名為「浣熊」。

### 颱風博羅依（Bualoi）
10月17日中午12時30分，一個熱帶擾動在馬紹爾群島附近海域生成，美國海軍研究實驗室給予擾動編號97W。
10月18日中午12時，聯合颱風警報中心將其評級提升為「中」。下午2時，日本氣象廳將其升格為熱帶低氣壓。下午9時30分，聯合颱風警報中心將其評級提升為「高」。下午10時30分，聯合颱風警報中心對其發布熱帶氣旋形成警報。
10月19日凌晨4時，台灣中央氣象局將其升格為熱帶性低氣壓，給予編號27，並對其發布路徑預測。上午8時，日本氣象廳對其發布烈風警報。上午10時，聯合颱風警報中心將其升格為熱帶性低氣壓，給予熱帶氣旋編號22W。中午12時，聯合颱風警報中心率先將其升格為熱帶風暴。同日下午八點日本氣象廳將其升格為熱帶風暴。給予國際編號1921，並命名為「博羅依」。
10月25日下午8時，日本氣象廳表示博羅依轉化為溫帶氣旋。
聯合颱風警報中心在2020年9月16日發布的最佳路徑中，把博羅依的巔峰上調至每小時260公里。

### 強烈熱帶風暴麥德姆（Matmo）
10月27日下午1時15分，一個熱帶擾動在菲律賓東南方生成，美國海軍研究實驗室給予擾動編號98W。
10月28日下午1時45分，聯合颱風警報中心將其評級提升為「中」。下午2時，日本氣象廳將其升為熱帶低氣壓。
10月29日凌晨2時，日本氣象廳對其發布烈風警報。同時台灣中央氣象局將其升格為熱帶性低氣壓，給予編號28，並對其發布路徑預測。上午5時，聯合颱風警報中心將其評級提升為「高」，上午5時半，聯合颱風警報中心對其發布熱帶氣旋形成警報。10月29日上午8時，香港天文台將其升為熱帶低氣壓。
10月30日凌晨2時，日本氣象廳將其升格為熱帶風暴，給予國際編號1922，並命名「麥德姆」。同時聯合颱風警報中心將其升格為熱帶性低氣壓，給予熱帶氣旋編號23W。晚間11時30分，麥德姆於越南富安省沿海登陸。
11月1日下午8時，日本氣象廳認為其已消散。
聯合颱風警報中心在2020年9月16日發布的最佳路徑中，把麥德姆在西北太平洋的巔峰上調至每小時100公里。

### 颱風夏浪（Halong）
10月31日下午1時，一個熱帶擾動在馬紹爾群島附近海域生成，美國海軍研究實驗室給予擾動編號99W。
11月1日下午1時15分，聯合颱風警報中心將評級提升為「中」。
11月2日上午8時，日本氣象廳將其升為熱帶低氣壓。下午4時半，聯合颱風警報中心將其評級提升為「高」，並對其發布熱帶氣旋形成警報。晚間8時，日本氣象廳跳過烈風警報，直接對其發佈海上暴風警報，同時台灣中央氣象局將其升格為熱帶低氣壓，給予編號29。晚間10時，聯合颱風警報中心將其升熱帶低氣壓，給予熱帶氣旋編號24W。晚間11時，日本氣象廳其升格為熱帶風暴，給予國際編號1923，並命名「夏浪」。
11月3日凌晨2時，台灣中央氣象局將其升格為輕度颱風，不久後，聯合颱風警報中心將其升格為熱帶風暴。
11月4日凌晨2時，日本氣象廳其升格為強烈熱帶風暴，不久後，聯合颱風警報中心將其升格為颱風。同日晚上八點台灣中央氣象局將其升格為中度颱風。
11月5日上午2時，中國國家氣象中心將其升格為強颱風。並於上午8時將其升格為超強颱風。下午5時，聯合颱風警報中心將其升格為超級颱風。晚間8時，日本氣象廳將夏浪的風速上調至每小時215公里，超越同年10月的超強颱風海貝思，成為本年度最強的熱帶氣旋。晚間8時，台灣中央氣象局將其升格為強烈颱風。
隨著夏浪逐漸接近西風帶，夏浪的風眼在6日下午填塞，暴風圈亦縮減。11月7日凌晨2時，台灣中央氣象局將其降格為中度颱風，不久後，聯合颱風警報中心將其降格為颱風。日本氣象廳同時將夏浪的風速下調至每小時185公里。
11月9日上午8時，日本氣象廳表示哈隆轉化為溫帶氣旋。下午11時，聯合颱風警報中心對其發布最後警告。
聯合颱風警報中心在2020年9月16日發布的最佳路徑中，把夏浪的巔峰上調至每小時305公里，追平1979年颱風泰培的紀錄。

### 颱風娜基莉（Nakri）
PAGASA：Quiel
11月3日上午11時30分，一個熱帶擾動在南海中部生成，美國海軍研究實驗室給予擾動編號90W。晚間10時45分，聯合颱風警報中心將其評級提升為「中」。
11月4日上午11時30分，聯合颱風警報中心對其發布熱帶氣旋形成警報。下午1時，聯合颱風警報中心將其評級提升為「高」。晚間8時，日本氣象廳將其升格為熱帶低氣壓，並對其發佈烈風警報。同時台灣中央氣象局將其升格為熱帶低氣壓，給予編號30，並對其發布路徑預測。下午2時，香港天文台將其升格為熱帶低氣壓。
11月5日下午8時，日本氣象廳將其升格為熱帶風暴，給予國際編號1924，並命名「娜基莉」。同時，台灣中央氣象局將其升格為輕度颱風。
11月10日晚間11時，娜基莉於越南慶和省登陸。
11月11日上午8時，日本氣象廳將其降為熱帶低氣壓。
11月12日上午2時，日本氣象廳認為其已消散。

### 颱風風神（Fengshen）
11月10日下午1時，一個熱帶擾動在馬紹爾群島附近海域生成，美國海軍研究實驗室給予擾動編號92W。下午8時，日本氣象廳將其升為熱帶低氣壓。
11月11日上午11時，聯合颱風警報中心將其評級提升為「高」，並對其發布熱帶氣旋形成警報。下午8時，日本氣象廳對其發布烈風警報。同時，台灣中央氣象局將其升格為熱帶性低氣壓，給予編號31，並對其發布路徑預測。不久後，聯合颱風警報中心將其升格為熱帶低氣壓，給予熱帶氣旋編號26W。
11月12日下午2時，日本氣象廳將其升格為熱帶風暴，給予國際編號1925，並命名「風神」。同時，台灣中央氣象局將其升格為輕度颱風。
11月15日凌晨5時，日本氣象廳將其升格為颱風，不久後，中國國家氣象中心跟隨升格。上午8時，聯合颱風警報中心將其升格為颱風。同時，台灣中央氣象局將其升格為中度颱風。不久，風神打開風眼，強度開始急速增強。
11月18日上午2時日本氣象廳將其降格為熱帶低氣壓，同時台灣中央氣象局將其降格為熱帶低氣壓。上午5時，聯合颱風警報中心對其發布最後警告。下午2時，日本氣象廳認為其已消散。
聯合颱風警報中心在2020年9月16日發布的最佳路徑中，把風神的巔峰上調至每小時215公里。

### 颱風海鷗（Kalmaegi）
PAGASA：Ramon
11月10日下午1時，一個熱帶擾動在菲律賓東方海域生成，美國海軍研究實驗室給予擾動編號91W。
11月12日上午2時，日本氣象廳將其升格為熱帶低氣壓，並直接對其發布烈風警報。同時，台灣中央氣象局將其升格為熱帶性低氣壓，給予編號32，並對其發布路徑預測。上午5時半，聯合颱風警報中心將其評級提升為「高」，並對其發布熱帶氣旋形成警報。
11月13日上午5時，聯合颱風警報中心將其升格為熱帶性低氣壓，給予熱帶氣旋編號27W。上午8時，日本氣象廳將其升格為熱帶風暴，給予國際編號1926，並命名「海鷗」。同時，台灣中央氣象局將其升格為輕度颱風。
11月20日凌晨12時20分，菲律賓大氣地球物理和天文服務管理局宣佈海鷗在該國的卡加延省聖安娜登陸。凌晨2時，日本氣象廳直接將其降格為熱帶風暴。上午8時，日本氣象廳將其降格為熱帶低氣壓。同日下午五時，香港天文台將其降格為低壓區。
11月21日上午5時，聯合颱風警報中心對其發布最後警告。
11月22日上午2時，日本氣象廳認為其已消散。
日本氣象廳在2020年1月14日發布的最佳路徑中，把海鷗的巔峰強度上調至每小時130公里，氣壓下調至975百帕。而聯合颱風警報中心在2020年9月16日發布的最佳路徑中，把海鷗的巔峰上調至每小時165公里。

### 強烈熱帶風暴鳳凰（Fung-wong）
PAGASA：Sarah
11月18日上午1時15分，一個熱帶擾動在關島附近海域生成，美國海軍研究實驗室給予擾動編號93W。上午8時，日本氣象廳將其升為熱帶低氣壓。下午3時半，聯合颱風警報中心將其評級提升為「中」。
11月19日上午6時，聯合颱風警報中心將其評級提升為「高」，並對其發布熱帶氣旋形成警報。上午9時，日本氣象廳對其發布烈風警報。同時，台灣中央氣象局將其升格為熱帶性低氣壓，給予編號33，並對其發布路徑預測。下午11時，聯合颱風警報中心將其升為熱帶性低氣壓，給予熱帶氣旋編號28W。
11月20日上午8時，日本氣象廳將其升格為熱帶風暴，給予國際編號1927，並命名「鳳凰」。同時，台灣中央氣象局將其升格為輕度颱風。
11月21日凌晨2時，日本氣象廳將其升格為強烈熱帶風暴。下午2時，聯合颱風警報中心將其升格為颱風。
11月23日上午2時，日本氣象廳將其降為熱帶低氣壓。上午5時，聯合颱風警報中心對其發布最後警告。
11月25日下午2時，日本氣象廳認為其已消散。

### 颱風北冕（Kammuri）
PAGASA：Tisoy
11月23日上午5時15分，一個熱帶擾動在馬紹爾群島附近海域生成，美國海軍研究實驗室給予擾動編號94W。
11月24日上午10時半，聯合颱風警報中心將其評級提升為「中」。下午8時，日本氣象廳將其升為熱帶低氣壓。
11月25日下午5時，聯合颱風警報中心將其評級提升為「高」，並對其發布熱帶氣旋形成警報。下午8時，日本氣象廳對其發布烈風警報。同時，台灣中央氣象局將其升格為熱帶低氣壓，給予編號34，並對其發布路徑預測。
11月26日上午5時，聯合颱風警報中心將其升為熱帶性低氣壓，給予熱帶氣旋編號29W。上午8時，日本氣象廳將其升格為熱帶風暴，給予國際編號1928，並命名「北冕」。同時，台灣中央氣象局將其升格為輕度颱風。下午2時，聯合颱風警報中心將其升格為熱帶風暴。下午4時，香港天文台在天氣圖上將北冕標示為熱帶風暴。下午10時，香港天文台在天氣圖上將北冕中心風速標示為每小時65公里。
11月27日下午2時，日本氣象廳將其升格為強烈熱帶風暴。
11月28日凌晨2時，聯合颱風警報中心將其升格為颱風。上午8時，日本氣象廳將其升格為颱風。同時，台灣中央氣象局將其升格為中度颱風。
12月2日下午11時，菲律賓大氣地球物理和天文服務管理局宣布北冕於索索貢省的古巴特登陸。
12月6日上午12時，日本氣象廳將其降為熱帶低氣壓。上午5時，聯合颱風警報中心對其發布最後警告。下午2時，日本氣象廳認為其已消散。
聯合颱風警報中心在2020年9月16日發布的最佳路徑中，把北冕的巔峰上調至每小時220公里。

### 颱風巴蓬（Phanfone）
PAGASA：Ursula
12月19日上午1時15分，一個熱帶擾動在波納佩島西南方海域生成，美國海軍研究實驗室給予擾動編號98W。
12月20日上午2時，日本氣象廳將其升格為熱帶低氣壓。下午1時45分，聯合颱風警報中心將其評級提升為「中」。
12月21日上午11時，聯合颱風警報中心將其評級提升為「高」，並對其發布熱帶氣旋形成警報。下午2時，日本氣象廳對其發布烈風警報。同時，台灣中央氣象局將其升格為熱帶低氣壓，給予編號35，並對其發布路徑預測。
12月22日上午5時，聯合颱風警報中心將其升為熱帶性低氣壓，給予熱帶氣旋編號30W。上午8時，日本氣象廳將其升格為熱帶風暴，給予國際編號1929，並命名「巴蓬」。同時，台灣中央氣象局將其升格為輕度颱風。下午5時，聯合颱風警報中心將其升格為熱帶風暴。
12月24日下午4時45分，菲律賓大氣地球物理和天文服務管理局宣布巴蓬於東薩馬省的薩爾塞多登陸。下午5時，中國國家氣象中心將其升格為颱風，晚間7時，香港天文台將其升格為颱風。
12月25日上午11時，中國國家氣象中心將其升格為強颱風。晚間8時，中國國家氣象中心將其降格為颱風。
12月27日上午11時，日本氣象廳將其降格為強烈熱帶風暴。下午2時，聯合颱風警報中心將其降格為熱帶風暴。
12月28日上午8時，香港天文台將其降格為熱帶低氣壓。上午10時，中國國家氣象中心將其降格為熱帶低壓。下午2時，日本氣象廳將其降為熱帶性低氣壓。
12月29日上午5時，聯合颱風警報中心對其發布最後警告。下午2時，日本氣象廳認為其已消散。
聯合颱風警報中心在2020年9月16日發布的最佳路徑中，把巴蓬的巔峰上調至每小時195公里。

## 未被國際命名的熱帶氣旋
除了被日本氣象廳命名的熱帶氣旋外，還有一些沒被命名的熱帶低氣壓和被聯合颱風警報中心評估為熱帶風暴或熱帶低氣壓，但日本氣象廳只評為熱帶低氣壓的熱帶氣旋。

### 熱帶低氣壓01W
PAGASA：Amang
一個低壓區於1月2日在吉爾伯特群島東面海域形成，美國海軍研究實驗室給予其熱帶擾動編號90W。聯合颱風警報中心在當天中午給予其評級「低」，隨後在下午提升評級為「中」；1月4日，聯合颱風警報中心將評級提升為「高」，發佈熱帶氣旋形成警報。1月5日凌晨5時，聯合颱風警報中心將其升格為熱帶低氣壓，給予編號01W。隔天下午，聯合颱風警報中心將其降格為低壓區，並在晚上11時對其發出最後報告。
事後，聯合颱風警報中心隨後在1月8日發布的最佳路徑中，認為該系統僅擾動強度，因此移除先前所評估的強度和路徑。
1月7日晚上8時，聯合颱風警報中心再次給予其評級「中」，並在1月11日凌晨5時將其降級為「低」，不過又在翌日下午2時重新提升評級為「中」。1月14日下午再次下降評級為「低」，不過又在翌日上午8時再次提升評級為「中」。1月18日下午3時，隨著系統有所發展，聯合颱風警報中心再次將評級提升為「高」，發佈熱帶氣旋形成警報。日本氣象廳先在1月19日下午2時將其升格為熱帶低氣壓，但聯合颱風警報中心卻在下午5時後取消熱帶氣旋形成警報，並將評級降為「中」。1月21日晚間9時，日本氣象廳發佈烈風警報。1月22日下午，聯合颱風警報中心再次將其評級降級為「低」，不久後，日本氣象廳取消烈風警報。同日晚間，該系統於菲律賓東方近海消散。
聯合颱風警報中心在2020年9月16日發布的最佳路徑中，把01W的巔峰上調至30節(每小時55公里)。

### 熱帶低氣壓03W
PAGASA：Chedeng
一個低壓區於3月11日在馬紹爾群島附近海域生成，並在副熱帶高壓脊引導下向西北偏西推進。受垂直風切變影響，該系統發展緩慢，結構鬆散。該系統的低層環流中心在13日才逐漸鞏固，聯合颱風警報中心對其於1日內發展成熱帶氣旋的機會評級跳過「低」，直接評為「中」；日本氣象廳在14日下午2時把該系統升格為熱帶低氣壓，聯合颱風警報中心也在下午6時將上述評級提升為「高」並發佈熱帶氣旋形成警報。因應系統對流爆發，呈現熱帶氣旋雛形，臺灣中央氣象局和聯合颱風警報中心接連在15日凌晨2時和早上8時將該系統為熱帶低氣壓，分別給予熱帶氣旋編號04和03W。當日該系統轉向西南偏南推進，由於垂直風切變持續，以及系統上空流出微弱，該熱帶低氣壓在16日未能進一步增強，臺灣中央氣象局更首先在17日早上8時把系統降為低壓區，此後系統橫過科羅爾島，聯合颱風警報中心至18日下午2時亦跟隨降格為低壓區。菲律賓大氣地球物理和天文服務管理局宣佈，該系統在19日凌晨5時半登陸菲律賓棉蘭老島馬拉特市。在地形影響下，該系統的中心對流减弱，日本氣象廳終在下午2時把該系統降為低壓區，此時該系統重新採取西北偏北路徑，進入莫羅灣。晚間系統進入蘇祿海，聯合颱風警報中心表示該系統在20日日間減弱消散。
隨着系統增強為熱帶低氣壓，美國國家氣象局在15日上午11時40分對恩古盧環礁、雅浦島和卡揚埃爾島發出熱帶風暴觀察預警。美國國家氣象局表示上述島嶼正吹4-5級東北風，由系統的北面環流較強，因此雅浦島所受影響較恩古盧環礁和卡揚埃爾島大。美國國家氣象局其後在16日凌晨5時20分將熱帶風暴觀察預警的範圍擴大至科罗爾島。雅浦島在上午率先轉吹偏東風，恩古盧環礁和卡揚埃爾島到17日凌晨亦吹東風。因應系統遠離，美國國家氣象局接連在在16日下午5時35分和17日上午11時20分取消對雅浦島和恩古盧環礁的熱帶風暴觀察預警。該系統掠過科罗爾島後移至卡揚埃爾環礁和加罗林群岛西面，各島嶼開始吹東南風，美國國家氣象局在下午5時20分取消所有熱帶風暴觀察預警。該系統在17日凌晨進入菲律賓大氣地球物理和天文服務管理局責任範圍，菲律賓大氣地球物理和天文服務管理局把該系統命名為「Chedeng」，對棉蘭老島部份地區發出一號風暴信號。該系統在19日凌晨5時半登陸菲律賓棉蘭老島馬拉特市，不久後便減弱為低壓區，菲律賓大氣地球物理和天文服務管理局除下一號風暴信號。
聯合颱風警報中心在2020年9月16日發布的最佳路徑中，把韋03W的巔峰上調至35節(每小時65公里)。

### 熱帶低氣壓
5月2日，一個熱帶擾動在雅浦島之東南方海域形成，美國海軍研究實驗室給予擾動編號90W。晚間8時，聯合颱風警報中心給予發展評級“低”，並於翌日提升評級為“中”。但隨後系統發展不如預期，聯合颱風警報中心於3日下午將評級降為「低」。
5月7日上午8時，日本氣象廳將其升為熱帶低氣壓。下午2時，台灣中央氣象局將其升格為熱帶低氣壓，給予編號05，並對其發布路徑預測。
5月8日下午2時，台灣中央氣象局將其降格為低壓區，下午3時，聯合颱風警報中心取消評級。下午9時，日本氣象廳將其降格為低壓區，不久後便判定其已消散。
5月5日，一個熱帶擾動在馬紹爾群島以西海域形成，美国海军研究实验室给予其热带扰动编号91W，并于翌日在其北方的雲團重编为92W。下午2時，联合台风警报中心給予發展評級“低”。
7日上午8時，联合台风警报中心將評級提升为“中”。不久後，日本气象厅在天气图中直接將其升格为热带低气压。下午2時，台灣中央氣象局將其升格為熱帶性低氣壓，給予編號06，並對其發布路徑預測。5月11日下午4時，聯合颱風警報中心降低評級為「低」。12日8時，台灣中央氣象局將其降格為低壓區。聯合颱風警報中心亦取消評级。13日8時，日本氣象廳將其降格為低壓區，同日下午2時再度升格為熱帶低氣壓。15日下午9時，日本氣象廳再度將其降格為低壓區。
5月10日上午8時，日本氣象廳把位於菲律賓以東的殘餘雲帶升格為熱帶低氣壓，並11日下午降為低壓區。
琉球群島部份島嶼在6月26日早上錄得東南6級風，日本氣象廳表示琉球群島北面近海在早上8時形成熱帶低氣壓。該系統北移橫過東海，日本氣象廳表示該熱帶低氣壓在晚上8時減弱為低壓區。其殘餘其後在韓國附近被聖帕的環流吸收。

### 熱帶低氣壓04W
PAGASA：Egay
6月中下旬，在熱帶氣旋聖帕之前身低壓區發展初期，電腦數值預報模式預測將有低壓區形成並跟隨聖帕移向呂宋以東海域。這個預報中的低壓區於23日在帛琉之東北方海域形成，美國海軍研究實驗室給予熱帶擾動編號95W。
生成後數日該低壓區的結構持續紊亂，直至27日才逐漸在海水炎熱、垂直風切變中等的環境下整合組織，螺旋性逐漸增加，聯合颱風警報中心在下午2時對該低壓區在1日內發展為熱帶氣旋的機會評為「低」，同時日本氣象廳率先將該系統升格為熱帶低氣壓。因應該系統對流爆發，以及低層環流中心鞏固，臺灣中央氣象局在28日早上8時把該系統升為熱帶性低氣壓，給予編號08，而聯合颱風警報中心在28日早上9時將評級提升為「中」，並在中午12時進一步提升至「高」並發布熱帶氣旋形成警報。
副熱帶高壓脊帶動下，該系統採取西北偏西路徑，時速12公里。在垂直風切變的影響下，該系統的低層環流中心東面變得局部外露。隨着該系統修補低層環流中心，聯合颱風警報中心在凌晨2時將它升格為熱帶低氣壓，給予熱帶氣旋編號04W，並在當日下午2時率先將該系統升為熱帶風暴。菲律賓大氣地球物理和天文服務管理局在下午8時將其升格為熱帶低氣壓。
6月30日下午5時，菲律賓大氣地球物理和天文服務管理局對巴坦群島發出一號風暴信號。聯合颱風警報中心在下午將它降格為熱帶低氣壓，並在晚上8時發出最後警報。7月1日上午8時，台灣中央氣象局將其降格為低壓區。下午5時，菲律賓大氣地球物理和天文服務管理局除下一號風暴信號。7月2日上午9時，日本氣象廳認為該系統已經消散。

### 熱帶低氣壓
PAGASA：Goring
7月17日，熱帶風暴丹娜絲掠過呂宋時結構受破壞，高層雲系移入南海；下午，美國海軍研究實驗室給予熱帶擾動編號91W。不久後，中國國家氣象中心率先升格為熱帶低壓。下午7時，聯合颱風警報中心直接評級為「中」。晚間10時，日本氣象廳將其評為熱帶低氣壓。
18日上午10時30分，聯合颱風警報中心將評級升為「高」，並發佈熱帶氣旋形成警報。19日上午10時30分聯合颱風警報中心判定已於臺灣高屏交界附近登陸，同時取消熱帶氣旋形成警報。上午11時，菲律賓大氣地球物理和天文服務管理局對巴坦群島發出一號風暴信號。晚上11時，菲律賓大氣地球物理和天文服務管理局除下一號風暴信號。7月19日晚上9時，日本氣象廳表示該熱帶低氣壓已經消散。
8月6日凌晨2時，一個低氣壓在南海形成，美國海軍研究實驗室給予擾動編號96W。晚間9時，日本氣象廳將其升為熱帶低氣壓。
8月8日，日本氣象廳認為該系統已併入颱風利奇馬的環流中。
8月17日上午7時，一個熱帶擾動形成，美國海軍研究實驗室給予擾動編號98W。下午3時，日本氣象廳將其升為熱帶低氣壓。
聯合颱風警報中心在17日下午給予其評級「低」。但隨後系統發展緩慢，底層環流中心外露，日本氣象廳在19日上午撤銷熱帶低氣壓，聯合颱風警報中心則於20日上午取消評級。
8月19日下午3時，日本氣象廳將其升為熱帶低氣壓。當時位於台灣以東一帶。
21日晚间10时，日本氣象廳認為其已消散。
9月2日上午3時，日本氣象廳將位於南海中部的低壓區升為熱帶低氣壓。
9月3日凌晨5時，美國海軍研究實驗室給予擾動編號94W。上午5時半，聯合颱風警報中心對該系統發布熱帶氣旋形成警報。上午9時，日本氣象廳認為該系統已併入熱帶風暴劍魚的環流中。
9月4日上午，聯合颱風警報中心取消其熱帶氣旋形成警報。
9月4日上午9時，日本氣象廳將位於菲律賓東方的低壓區升為熱帶低氣壓。在5日晚上9時減弱為低壓區。
9月7日上午9時，日本氣象廳表示一個熱帶低氣壓在台灣東北方的海域形成。中午12時，美國海軍研究實驗室給予擾動編號96W。
9月10日下午8時，日本氣象廳將其降格為低壓區。
PAGASA：Marilyn
9月7日中午12時，一個熱帶擾動在雅浦島附近海域形成，美國海軍研究實驗室給予擾動編號95W。9月10日下午2時，日本氣象廳將其升為熱帶低氣壓。9月11日凌晨2時，日本氣象廳對其發布烈風警報。同日台灣中央氣象局將其升格為熱帶性低氣壓，給予編號21，並對其發布路徑預測。
9月13日下午4時半，聯合颱風警報中心對該系統發布熱帶氣旋形成警報並提升評級為「高」。晚間9時，日本氣象廳取消發布烈風警報。9月14日凌晨2時，日本氣象廳將其降為低壓區。同日台灣中央氣象局將其降為低壓區。下午11時，菲律賓大氣地球物理和天文服務管理局對其發布最後警告。9月15日中午12時半，聯合颱風警報中心降低評級為「低」，並取消熱帶氣旋形成警報。
9月13日中午12時，一個熱帶擾動在硫磺島附近海域生成，美國海軍研究實驗室給予擾動編號98W。
9月15日上午8時，日本氣象廳將其升為熱帶低氣壓。
9月16日上午2時，日本氣象廳將其降為低壓區。中午12時，聯合颱風警報中心取消其評級。
9月17日中午12時，一個熱帶擾動在菲律賓西方海域生成，美國海軍研究實驗室給予擾動編號99W。下午2時，日本氣象廳將其升為熱帶低氣壓。
9月18日上午8時，日本氣象廳在天氣圖中移除該系統。中午12時，聯合颱風警報中心取消其評級。
10月1日下午8時，日本氣象廳將位於菲律賓東方海域的低壓區升為熱帶低氣壓。
10月3日下午2時，日本氣象廳在天氣圖上移除該系統。
10月22日上午8時，日本氣象廳表示一個熱帶低氣壓在菲律賓東方海域生成。下午2時，日本氣象廳認為其已併入颱風博羅依的環流中。
11月22日下午8時，日本氣象廳表示一個熱帶低氣壓在南海西南方生成。
11月23日下午2時，日本氣象廳在天氣圖上移除該系統。
11月27日上午2時，日本氣象廳表示一個熱帶低氣壓在霍爾群島附近生成。
11月28日下午3時15分，美國海軍研究實驗室給予擾動編號96W。下午8時，日本氣象廳認為其已併入颱風北冕的環流中。下午1時，聯合颱風警報中心取消其評級。
11月29日下午1時，一個熱帶擾動在莫特洛克群島附近海域生成，美國海軍研究實驗室給予擾動編號95W。下午2時，日本氣象廳將其升格為熱帶低氣壓。
11月30日下午1時半，聯合颱風警報中心將其評級提升為「中」。
12月1日上午11時，聯合颱風警報中心對其發布熱帶氣旋形成警報。
12月2日上午8時，日本氣象廳將其降格為低壓區。上午11時，聯合颱風警報中心取消發布熱帶氣旋形成警報。12月3日下午1時，聯合颱風警報中心將其評級降為「低」。

## 熱帶氣旋名單

### 國際名稱
熱帶氣旋一旦在西太平洋達到熱帶風暴強度，就會由日本氣象廳的颱風委員會命名。用來命名的這些名稱是由14個成員國或地區各提供10個，然後以各國英語名稱的首字母排序。黑色體字表示今年已經使用過，粗體名稱則表示該風暴活躍中，未使用之名字則以灰色字體表示，橙色表示下一個將會使用的名稱。2019年的風暴名稱可能會與2001年、2002年、2007年、2008年、2013年及2014年的部分風暴名稱相同。
| 提供國家／地區 | 名稱   | 名稱        | 名稱        | 名稱   | 名稱   |
| -------------- | ------ | ----------- | ----------- | ------ | ------ |
| 柬埔寨         | 達維   | 康妮        | 娜基莉 1924 | 科羅旺 | 翠絲   |
| 中國大陸       | 海葵   | 銀杏        | 風神 1925   | 杜鵑   | 木蘭   |
| 朝鮮           | 鴻雁   | 桃芝        | 海鷗 1926   | 舒力基 | 米雷   |
| 香港           | 鴛鴦   | 萬宜        | 鳳凰 1927   | 彩雲   | 馬鞍   |
| 日本           | 小犬   | 天兔        | 北冕 1928   | 小熊   | 蠍虎   |
| 老撾           | 布拉萬 | 帕布 1901   | 巴蓬 1929   | 薔琵   | 軒嵐諾 |
| 澳門           | 三巴   | 蝴蝶 1902   | 黃蜂        |        | 梅花   |
| 馬來西亞       | 杰拉華 | 聖帕 1903   | 鸚鵡        | 查帕卡 | 莫柏   |
| 密克罗尼西亚   | 艾雲尼 | 木恩 1904   | 森拉克      | 尼伯特 | 南瑪都 |
| 菲律賓         | 馬力斯 | 丹娜絲 1905 | 黑格比      | 盧碧   | 塔拉斯 |
| 韓國           | 格美   | 百合 1906   | 薔薇        | 銀河   | 奧鹿   |
| 泰國           | 派比安 | 韋帕 1907   | 米克拉      | 妮妲   | 玫瑰   |
| 美國           | 瑪莉亞 | 范斯高 1908 | 海高斯      | 奧麥斯 | 洛克   |
| 越南           | 山神   | 利奇馬 1909 | 巴威        | 康森   | 桑卡   |
| 柬埔寨         | 安比   | 羅莎 1910   | 美莎克      | 燦都   | 尼莎   |
| 中國大陸       | 悟空   | 白鹿 1911   | 海神        | 電母   | 海棠   |
| 朝鮮           | 雲雀   | 楊柳 1912   | 紅霞        | 蒲公英 | 尼格   |
| 香港           | 珊珊   | 玲玲 1913   | 白海豚      | 獅子山 | 榕樹   |
| 日本           | 摩羯   | 劍魚 1914   | 鯨魚        | 圓規   | 山貓   |
| 老撾           | 麗琵   | 法茜 1915   | 燦鴻        | 南川   | 帕卡   |
| 澳門           | 貝碧嘉 | 琵琶 1916   | 蓮花        | 瑪瑙   | 珊瑚   |
| 馬來西亞       | 普拉桑 | 塔巴 1917   | 浪卡        | 妮亞圖 | 瑪娃   |
| 密克罗尼西亚   | 蘇力   | 米娜 1918   | 沙德爾      | 雷伊   | 古超   |
| 菲律賓         | 西馬侖 | 海貝思 1919 | 莫拉菲      | 馬勒卡 | 泰利   |
| 韓國           | 飛燕   | 浣熊 1920   | 天鵝        | 鮎魚   | 杜蘇芮 |
| 泰國           | 山陀兒 | 博羅依 1921 | 艾莎尼      | 暹芭   | 卡努   |
| 美國           | 百里嘉 | 麥德姆 1922 | 艾濤        | 艾利   | 蘭恩   |
| 越南           | 潭美   | 夏浪 1923   | 環高        | 桑達   | 蘇拉   |

### 菲律賓名稱
菲律賓大氣地球物理和天文服務管理局對責任區域內的熱帶氣旋使用獨立的命名方法，所有在其責任海域形成，或是進入其責任海域，或是有可能進入其責任海域的熱帶低氣壓都會獲得名稱，命名名稱每4年完成一次輪換，只有退役的名稱會予以替換，並且還準備有輔助名單，以便在名稱全部用完時替補。以下列出2019年的風暴名單，未經啟用的名稱以灰色表示，括弧內則是風暴的國際名稱：
| Amang            | Betty（蝴蝶）    | Chedeng         | Dodong（聖帕） | Egay           |
| Falcon（丹娜絲） | Goring           | Hanna（利奇馬） | Ineng（白鹿）  | Jenny（楊柳）  |
| Kabayan（劍魚）  | Liwayway（玲玲） | Marilyn         | Nimfa（塔巴）  | Onyok（米娜）  |
| Perla（浣熊）    | Quiel（娜基莉）  | Ramon（海鷗）   | Sarah（鳳凰）  | Tisoy（北冕）  |
| Ursula（巴蓬）   | Viring（未用）   | Weng（未用）    | Yoyoy（未用）  | Zigzag（未用） |
| 替補名單         |                  |                 |                |                |
| Abe（未用）      | Berto（未用）    | Charo（未用）   | Dado（未用）   | Estoy（未用）  |
| Felion（未用）   | Gening（未用）   | Herman（未用）  | Irma（未用）   | Jaime（未用）  |

## 季節影響
此列表列出了所有在2019年西太平洋曾經活躍的熱帶氣旋。包括該熱帶氣旋的強度，持續時間，名稱，及造成的傷亡和破壞。所有破壞都以美元作為單位。括號中的是指間接導致的死亡（如交通意外，或滑坡等等）。
| 風暴名稱     | 持續日期                                      | 最高強度     | 持續風速      | 氣壓         | 影響地區                                                                         | 損失 （美元） | 死亡人數 | 來源   |
| ------------ | --------------------------------------------- | ------------ | ------------- | ------------ | -------------------------------------------------------------------------------- | ------------- | -------- | ------ |
| 帕布         | 2018年12月31日－ 2019年1月4日(離開西北太平洋) | 熱帶風暴     | 每小時85公里  | 996百帕斯卡  | 越南、泰國、馬來西亞                                                             | $1.57億       | 10       |        |
| 01W          | 1月19日－1月22日                              | 熱帶低氣壓   | 每小時55公里  | 1004百帕斯卡 | 菲律賓                                                                           | $5.18萬       | 5        | [ 32 ] |
| 蝴蝶         | 2月19日－3月2日                               | 猛烈颱風     | 每小時195公里 | 920百帕斯卡  | 加羅林群島、關島                                                                 | $330萬        | 0        | [ 33 ] |
| 03W          | 3月14日－3月19日                              | 熱帶低氣壓   | 每小時45公里  | 1006百帕斯卡 | 加羅林群島、菲律賓                                                               | $2萬          | 0        |        |
| 無名         | 5月7日－5月8日                                | 熱帶低氣壓   | 每小時45公里  | 1004百帕斯卡 | 無                                                                               | 無            | 0        |        |
| 無名         | 5月7日－5月15日                               | 熱帶低氣壓   | 每小時45公里  | 1004百帕斯卡 | 無                                                                               | 無            | 0        |        |
| 無名         | 5月10日－5月11日                              | 熱帶低氣壓   | 每小時45公里  | 1008百帕斯卡 | 無                                                                               | 無            | 0        |        |
| 無名         | 6月17日－6月24日                              | 熱帶低氣壓   | 每小時45公里  | 1004百帕斯卡 | 無                                                                               | 無            | 0        |        |
| 聖帕         | 6月24日－6月28日                              | 熱帶風暴     | 每小時75公里  | 992百帕斯卡  | 琉球群島、日本                                                                   | 無            | 0        |        |
| 無名         | 6月26日－6月27日                              | 熱帶低氣壓   | 每小時55公里  | 998百帕斯卡  | 琉球群島、日本、南韓                                                             | 無            | 0        |        |
| 04W          | 6月27日－7月2日                               | 熱帶低氣壓   | 每小時45公里  | 1000百帕斯卡 | 帛琉                                                                             | 無            | 0        |        |
| 木恩         | 7月1日－7月5日                                | 熱帶風暴     | 每小時65公里  | 992百帕斯卡  | 澳門、香港、中國大陸（廣東、廣西、海南）、越南                                   | 無            | 2        |        |
| 丹娜絲       | 7月14日－7月21日                              | 熱帶風暴     | 每小時85公里  | 985百帕斯卡  | 菲律賓、台灣、中國大陸（福建）、日本、南韓                                       | 無            | 6        |        |
| 無名         | 7月17日－7月19日                              | 熱帶低氣壓   | 每小時45公里  | 996百帕斯卡  | 台灣、菲律賓                                                                     | 無            | 0        |        |
| 百合         | 7月24日－7月28日                              | 熱帶風暴     | 每小時65公里  | 998百帕斯卡  | 日本                                                                             | 無            | 0        |        |
| 韋帕         | 7月30日－8月4日                               | 熱帶風暴     | 每小時85公里  | 985百帕斯卡  | 中國大陸（海南、廣東、廣西）、香港、澳門、越南                                   | 無            | 27       |        |
| 范斯高       | 8月1日－8月7日                                | 颱風         | 每小時130公里 | 970百帕斯卡  | 日本、南韓                                                                       | 無            | 1        |        |
| 利奇馬       | 8月3日－8月15日                               | 猛烈颱風     | 每小時195公里 | 925百帕斯卡  | 菲律賓、臺灣、日本（八重山群島、宮古群島）、中國大陸                             | $92.6億       | 90       |        |
| 羅莎         | 8月5日－8月16日                               | 颱風         | 每小時140公里 | 950百帕斯卡  | 日本                                                                             | 無            | 3        |        |
| 無名         | 8月6日－8月8日                                | 熱帶低氣壓   | 每小時55公里  | 994百帕斯卡  | 無                                                                               | 無            | 0        |        |
| 無名         | 8月17日－8月19日                              | 熱帶低氣壓   | 每小時55公里  | 1006百帕斯卡 | 無                                                                               | 無            | 0        |        |
| 無名         | 8月19日－8月21日                              | 熱帶低氣壓   | 每小時45公里  | 1004百帕斯卡 | 無                                                                               | 無            | 0        |        |
| 白鹿         | 8月20日－8月26日                              | 強烈熱帶風暴 | 每小時95公里  | 985百帕斯卡  | 菲律賓、臺灣、中國大陸（福建、廣東、廣西）、香港、澳門                           | 無            | 3        |        |
| 楊柳         | 8月25日－8月31日                              | 熱帶風暴     | 每小時85公里  | 992百帕斯卡  | 菲律賓、中國大陸（海南、廣西）、香港、澳門、越南、寮國                           | 無            | 15       |        |
| 法茜         | 8月30日－9月10日                              | 強烈颱風     | 每小時155公里 | 955百帕斯卡  | 日本                                                                             | 無            | 1        |        |
| 劍魚         | 8月30日－9月7日                               | 熱帶風暴     | 每小時65公里  | 996百帕斯卡  | 中國大陸（海南）、香港、澳門、越南                                               | 無            | 0        |        |
| 玲玲         | 8月31日－9月8日                               | 強烈颱風     | 每小時165公里 | 940百帕斯卡  | 菲律賓、中國大陸（福建、上海、吉林、山東、遼寧、黑龍江）、南韓、北韓、俄羅斯遠東 | 無            | 0        |        |
| 無名         | 9月2日－9月3日                                | 熱帶低氣壓   | 每小時55公里  | 998百帕斯卡  | 無                                                                               | 無            | 0        |        |
| 無名         | 9月4日－9月5日                                | 熱帶低氣壓   | 每小時45公里  | 1006百帕斯卡 | 無                                                                               | 無            | 0        |        |
| 無名         | 9月7日－9月10日                               | 熱帶低氣壓   | 每小時45公里  | 1000百帕斯卡 | 無                                                                               | 無            | 0        |        |
| 無名         | 9月10日－9月14日                              | 熱帶低氣壓   | 每小時55公里  | 996百帕斯卡  | 無                                                                               | 無            | 0        |        |
| 琵琶         | 9月13日－9月17日                              | 熱帶風暴     | 每小時65公里  | 1000百帕斯卡 | 無                                                                               | 無            | 0        |        |
| 無名         | 9月15日－9月16日                              | 熱帶低氣壓   | 每小時45公里  | 996百帕斯卡  | 無                                                                               | 無            | 0        |        |
| 塔巴         | 9月17日 – 9月23日                             | 颱風         | 每小時120公里 | 970百帕斯卡  | 中國大陸（上海）、日本、南韓                                                     | 無            | 0        |        |
| 無名         | 9月17日－9月18日                              | 熱帶低氣壓   | 每小時45公里  | 1004百帕斯卡 | 無                                                                               | 無            | 0        |        |
| 米娜         | 9月25日－10月3日                              | 颱風         | 每小時140公里 | 965百帕斯卡  | 菲律賓、臺灣、日本（宮古群島、八重山群島）、中國大陸（福建、浙江、上海）、南韓   | 無            | 16       |        |
| 無名         | 10月1日－10月3日                              | 熱帶低氣壓   | 每小時45公里  | 1010百帕斯卡 | 無                                                                               | 無            | 0        |        |
| 海貝思       | 10月5日－10月13日                             | 猛烈颱風     | 每小時195公里 | 915百帕斯卡  | 北馬利亞納群島、關島、日本、俄羅斯遠東                                           | $95億         | 93       |        |
| 浣熊         | 10月15日－10月21日                            | 颱風         | 每小時140公里 | 970百帕斯卡  | 無                                                                               | 無            | 0        |        |
| 博羅依       | 10月18日－10月25日                            | 強烈颱風     | 每小時185公里 | 935百帕斯卡  | 日本（千葉縣、福島縣）                                                           | 無            | 13       |        |
| 無名         | 10月22日-10月22日                             | 熱帶低氣壓   | 每小時45公里  | 1008百帕斯卡 | 無                                                                               | 無            | 0        |        |
| 麥德姆       | 10月28日-10月31日                             | 強烈熱帶風暴 | 每小時95公里  | 992百帕斯卡  | 中國（海南）、越南、柬埔寨                                                       | 無            | 0        |        |
| 夏浪         | 11月2日-11月9日                               | 猛烈颱風     | 每小時215公里 | 905百帕斯卡  | 無                                                                               | 無            | 0        |        |
| 娜基莉       | 11月4日-11月11日                              | 颱風         | 每小時120公里 | 975百帕斯卡  | 中國大陸（海南）、越南                                                           | 無            | 0        |        |
| 風神         | 11月10日-11月18日                             | 強烈颱風     | 每小時155公里 | 965百帕斯卡  | 無                                                                               | 無            | 0        |        |
| 海鷗         | 11月12日-11月20日                             | 颱風         | 每小時120公里 | 980百帕斯卡  | 菲律賓、中國大陸                                                                 | 無            | 0        |        |
| 鳳凰         | 11月18日-11月23日                             | 強烈熱帶風暴 | 每小時100公里 | 990百帕斯卡  | 菲律賓、臺灣                                                                     | 無            | 0        |        |
| 無名         | 11月22日-11月23日                             | 熱帶低氣壓   | 每小時45公里  | 1010百帕斯卡 | 無                                                                               | 無            | 0        |        |
| 北冕         | 11月24日-12月6日                              | 強烈颱風     | 每小時165公里 | 950百帕斯卡  | 加羅林群島、菲律賓、中國大陸（海南）                                             | $1600萬       | 17       |        |
| 無名         | 11月27日-11月28日                             | 熱帶低氣壓   | 每小時45公里  | 1002百帕斯卡 | 無                                                                               | 無            | 0        |        |
| 無名         | 11月29日-12月2日                              | 熱帶低氣壓   | 每小時45公里  | 1002百帕斯卡 | 無                                                                               | 無            | 0        |        |
| 巴蓬         | 12月20日-12月29日                             | 颱風         | 每小時150公里 | 970百帕斯卡  | 加羅林群島、菲律賓、中國大陸（海南）                                             | $2369萬       | 50       |        |
| 季節總結     |                                               |              |               |              |                                                                                  |               |          |        |
| 52個熱帶氣旋 | 2018年12月31日－2019年12月29日                |              | 每小時215公里 | 905百帕      |                                                                                  | $190.56億     | 352      |        |

## 被除名的熱帶氣旋名稱
2020年第52次世界氣象組織颱風委員會多國視像會議中，決定把「玉兔」、「利奇馬」、「法西」、「哈吉貝」、「北冕」及「巴逢」這6個名字退役，因為上述的熱帶氣旋給颱風委員會成員國/地區造成了嚴重的影響。

## 外部連結
- （日語）日本氣象廳首頁（页面存档备份，存于）
- （英文）美國聯合颱風警報中心首頁
- 大韓民國氣象廳首頁（页面存档备份，存于）
- （繁體中文）台灣交通部中央氣象局首頁（页面存档备份，存于）
- （简体中文）中國國家氣象中心首頁* （简体中文）中國國家氣象中心-颱風實時路徑顯示（页面存档备份，存于）
- （繁體中文）香港天文台首頁（页面存档备份，存于）
- （繁體中文）澳門地球物理暨氣象局首頁（页面存档备份，存于）
- （英文）菲律賓大氣地球物理和天文服務管理局首頁（页面存档备份，存于）
- （越南文）越南中央水文氣象預報中心首頁（页面存档备份，存于）
- （泰文）泰國地球物理暨氣象部門首頁（页面存档备份，存于）
- 熱帶氣旋衛星影像（页面存档备份，存于）
- （日語）數位颱風—熱帶氣旋資料及圖片（页面存档备份，存于）
（英文）數位颱風—熱帶氣旋資料及圖片（页面存档备份，存于）
- ACE（页面存档备份，存于）
- （英文）颱風2000:數值預報預測路徑集合（页面存档备份，存于）